# Consistório Ordinário Público de 1960
Em 28 de março de 1960, o Papa João XXIII criou sete novos cardeais, além de três cardeais criados in pectore, cujos nomes jamais foram publicados. Numa entrevista em junho de 2007, o arcebispo Loris Francesco Capovilla, que na época era secretário particular de Sua Santidade, revelou que Francesco Giuseppe Lardone, internúncio na Turquia, era um desses nomes. Também neste consistório, foi criado o primeiro cardeal negro da história, Laurean Rugambwa.

## Cardeais Eleitores
| Nº                  | País          | Nome                       | Idade    | Cargo                                                           | Título ou Diaconia                                           |
| Cardeais            | Cardeais      | Cardeais                   | Cardeais | Cardeais                                                        | Cardeais                                                     |
| ------------------- | ------------- | -------------------------- | -------- | --------------------------------------------------------------- | ------------------------------------------------------------ |
| 1                   | Itália        | Luigi Traglia              | 64       | arcebispo-titular de Cesarea di Palestina, vice-gerente de Roma | Cardeal-presbítero de Santo André do Vale                    |
| 2                   | Japão         | Peter Tatsuo Doi           | 67       | arcebispo de Tōkyō                                              | Cardeal-presbítero de Santo Antônio de Pádua na Via Merulana |
| 3                   | França        | Joseph-Charles Lefèbvre    | 67       | arcebispo de Bourges                                            | Cardeal-presbítero de São João Batista dos Florentinos       |
| 4                   | Países Baixos | Bernardus Johannes Alfrink | 59       | arcebispo de Utrecht                                            | Cardeal-presbítero de São Joaquim em Prati di Castello       |
| 5                   | Filipinas     | Rufino Jiao Santos         | 51       | arcebispo de Manila                                             | Cardeal-presbítero de Santa Maria no Monte                   |
| 6                   | Tanganica     | Laurean Rugambwa           | 47       | bispo de Rutabo                                                 | Cardeal-presbítero de São Fancisco de Assis na Ripa Grande   |
| 7                   | Itália        | Antonio Bacci              | 74       | Presbítero da Diocese de Roma                                   | Cardeal-diácono de Santo Eugênio                             |
| Cardeais In Pectore |               |                            |          |                                                                 |                                                              |
|                     |               | 3 Nunca Revelados          |          |                                                                 |                                                              |

## Link Externo
- «Catholic Hierarchy» (em inglês)